# Tripterospermum chinense
Tripterospermum chinense är en gentianaväxtart som först beskrevs av Hisao Migo, och fick sitt nu gällande namn av H. Smith apud S.Nilsson. Tripterospermum chinense ingår i släktet Tripterospermum och familjen gentianaväxter. Utöver nominatformen finns också underarten T. c. linearifolium.